# Robot Rock
〈Robot Rock〉은 프랑스의 전자 음악 듀오 다프트 펑크의 세 번째 스튜디오 음반 《Human After All》의 리드 싱글이다. 이 싱글은 2005년 4월 11일 뮤직비디오와 함께 발매되었고, 이 듀오가 감독하고 이 싱글의 발매에 앞서 피처링되었다. 싱글이 적당히 높은 차트 위치에 도달한 반면, 많은 비평가들은 그 당시 다른 스튜디오 음반의 곡들과 비교했을 때 이 곡이 지나치게 반복된다는 것을 알았다. 그것은 브레이크워터가 연주한 〈Release the Beast〉의 샘플이 특징이다.

## 구성
음악적으로, 〈Robot Rock〉은 일렉트로닉 록과 댄스 록으로 묘사되어 왔다. 브레이크워터의 곡 〈Release the Beast〉의 샘플이 수록되어 있다. 샘플은 발진기 동기 음색이 있는 신시사이저 리프와 일렉트릭 기타의 타악기 및 파워코드를 특징으로 한다. 다프트 펑크는 〈Robot Rock〉의 제목 구절을 반복하면서 보코더를 제작에 포함시켰다. 샘플링을 제외하고, 토마 방갈테르는 듀오가 기타 페달이 달린 모그 신시사이저를 이 곡에 사용했다고 언급했다.
브레이크워터 샘플은 싱글의 소매와 상위 《Human After All》 음반의 라이너 노트에 있다. 방갈테르는 자신의 롤레 레이블에서 "우리는 〈Robot Rock〉에 있는 것보다 기초가 더 적은 단 1초 루프만으로 9분 동안 녹음을 해왔습니다. 과거의 요소를 사용하거나, 때로는 재현하고 눈이나 귀를 속이는 등의 재해석 방식이 항상 즐거웠습니다." 그는 "이 노래는 무거운 록 화음의 힘에 대한 찬사입니다. 어떤 면에서는 록의 본질, 즉 그 힘을 춤과 혼합할 수 있는지 알아보는 것 같습니다. 하지만 리프를 타고 순환하는 것은 바위의 핵심을 탐사하는 것입니다."라고 말했다.
브레이크워터 신시사이저 리프는 〈Robot Rock〉의 〈Maximum Overdrive〉 리믹스 곡에 거의 6분 동안 수록되지 않습니다. 이 리믹스를 위한 뮤직 비디오가 촬영되었고 다프트 펑크 《Musique Vol.1 1993–2005》 컴필레이션 CD와 DVD에 포함되었다.

## 뮤직 비디오
〈Robot Rock〉의 뮤직 비디오는 다프트 펑크의 토마 방갈테르와 기마누엘 드 오멩크리스토가 여러 개의 텔레비전과 조명으로 꾸며진 무대에서 이 노래를 공연하고 VHS로 촬영하여 나이든 모습을 보여준다. 이 두 사람이 그들 자신만을 위한 모습을 담은 첫 번째 비디오이다. 이러한 패턴은 카메오 출연만 하는 〈The Prime Time of Your Life〉을 제외한 나머지 《Human After All》 영상에서도 계속된다. 방갈테르는 〈Robot Rock〉 싱글 커버에 있는 더블넥 기타를 연주하고, 드 오멩크리스토가는 드럼 한 세트를 연주한다.

## 반응
비록 영국과 미국 댄스 차트에서 중간 정도의 위치에 올랐지만, 이 싱글은 일반적인 구조로 인해 비난을 받았다. 《스타일러스 매거진》의 한 리뷰는 이 트랙이 "아무것도 하지 않고 무의식적으로 긴 시간 동안 아무 것도 하지 않는다"고 표현했다. 《롤링 스톤》이 "〈Da Funk〉나 〈One More Time〉의 이전 영광을 달성하기 위한 창조가 없다"고 선언한 가운데, 《피치포크》는 "가난한 남자의 〈Aerodynamic〉"이라고 언급했다. 하지만, 《스푸트니크뮤직》 리뷰는 "성질적으로 성가시기는 하지만, 듣는 것도 매우 보람 있다"고 언급했다.

## 곡 목록
| #  | 제목                               | 재생 시간 |
| -- | ---------------------------------- | --------- |
| 1. | 〈Robot Rock〉                     | 4:47      |
| 2. | 〈Robot Rock (Radio Edit)〉        | 3:06      |
| 3. | 〈Robot Rock (Soulwax Remix)〉     | 6:30      |
| 4. | 〈Robot Rock (Maximum Overdrive)〉 | 5:56      |

| #  | 제목                                         | 재생 시간 |
| -- | -------------------------------------------- | --------- |
| 1. | 〈Robot Rock〉                               | 4:47      |
| 2. | 〈Robot Rock (Daft Punk Maximum Overdrive)〉 | 12:04     |
| 3. | 〈Robot Rock (Soulwax Remix)〉               | 6:30      |
| 4. | 〈Rockapella〉                               | 1:11      |